# 오봉초등학교 (경남)
오봉초등학교는 대한민국 경상남도 양산시에 있는 공립 초등학교이다.

## 학교 연혁
- 2002. 03. 01 개교(범어초등학교에서 분리)
- 2002. 03. 11 병설유치원 개원
- 2003. 11. 06 양산교육청지정 시범유치원 운영보고회
- 2005. 12. 13 학교평가 최우수학교 선정
- 2006. 09. 01 교육인적자원부 초등영어교육정책 연구학교 지정
- 2007. 04. 27 오봉영어체험실(OEZ) 개관
- 2008. 03. 01 특수학급 1학급 개설
- 2008. 06. 20 교육인적자원부 초등영어교육정책연구학교 보고회
- 2008. 12. 12 전국학교도서관운영평가 문화체육관광부장관상 수상
- 2009. 10. 28 전국학교도서관운영평가 대통령상 수상
- 2010. 11. 19 경상남도교육청 지정 도서관운영 시범학교 보고회
- 2011. 08. 18 방송실 현대화 사업
- 2011. 09. 09 보건실 현대화 사업
- 2012. 02. 10 다목적강당 보수공사
- 2012. 02. 17 제10회 졸업식(졸업생 147명, 총 1442명)
- 2013. 02. 20 제11회 졸업식(졸업생 131명, 총 1573명)
- 2013. 03. 01 사교육절감형 창의경영학교 지정
- 2013. 10. 02 경상남도교육청 독서우수학교 지정
- 2014. 01. 25 다목적실(시청각실) 개보수
- 2014. 02. 19 제12회 졸업식(졸업생 128명, 총 1701명)
- 2014. 03. 01 경상남도교육청 지정 정책연구학교 지정(수학)
- 2014. 09. 01 제8대 조상근 교장선생님 부임

## 참고 자료
- 오봉초등학교 - 한국교육학술정보원 학교알리미